# FLOW ANIME BEST
『FLOW ANIME BEST』（フロウ・アニメ・ベスト）は、FLOWの3枚目のベストアルバム。2011年4月13日にKi/oon Recordsから発売された。

## 概要
- 前作『MICROCOSM』より1年10か月ぶり、ベストアルバムとしては『カップリングコレクション』よりおよそ1年5か月ぶり。
- 本作はタイトル通り、FLOWのアニメタイアップ曲全10曲を全て集めたベストアルバム[2]。
- リリース順に収録され、最新マスタリングが施されている。#11〜#14にはボーナストラックとして、アニメソングDJユニット「2 ANIMEny DJs」によるリミックス曲も収録されている[3]。
- 初回限定盤はDVDやイラストブック等の5つの特典が付属[4]。DVDには収録曲のPVとオリジナルアニメが収録されており、こちらにはゲストとして声優の水樹奈々が出演している[5]。イラストブックには担当したアニメの書き下ろしイラストとメンバーによるそのアニメに対するメッセージが添えられている。
- キャッチコピーは、『FLOWだから実現できた!アニメタイアップソングのみをコンパイルしたベストアルバム完成!』

## 収録曲
1. GO!!! [3:59]
  - 4thシングル。テレビ東京系アニメ『NARUTO -ナルト-』オープニングテーマ
2. DAYS [4:11]
  - 7thシングル。MBS・TBS系アニメ『交響詩篇エウレカセブン』オープニングテーマ
3. Realize [3:32]
  - 2ndアルバム『Golden Coast』収録。
  - プレイステーション2用ゲームソフト『エウレカセブンTR1:NEW WAVE』テーマソング
4. Re:member [3:16]
  - 9thシングル。テレビ東京系アニメ『NARUTO -ナルト-』オープニングテーマ
5. COLORS [3:38]
  - 11thシングル。MBS・TBS系アニメ『コードギアス 反逆のルルーシュ』オープニングテーマ
6. WORD OF THE VOICE [3:46]
  - 15thシングル。独立UHF系アニメ『ペルソナ 〜トリニティ・ソウル〜』オープニングテーマ
7. WORLD END [3:47]
  - 16thシングル。MBS・TBS系アニメ『コードギアス 反逆のルルーシュR2』オープニングテーマ
8. SUMMER FREAK [3:21]
  - ミニアルバム『NUTS BANG!!!』収録。
  - テレビ東京系アニメ『NARUTO -ナルト- 少年編』オープニングテーマ
9. Sign [3:55]
  - 18thシングル。テレビ東京系アニメ『NARUTO -ナルト- 疾風伝』オープニングテーマ
10. CALLING [3:35]
  - 19thシングル。テレビ東京系アニメ『HEROMAN』エンディングテーマ
11. 1/3の純情な感情 [3:53]
  - 21stシングル。
  - カバー曲であるが、原曲がアニメ『るろうに剣心』のタイアップだったため収録されることになった。
12. FLOW ANIME BEST OP・ED SIze SPECIAL collection [14:55]
  - 「1/3の純情な感情」を除く上記10曲を、タイアップ先で使用されたサイズで一曲にまとめたもの。
13. FLOW-2 ANIMEny DJs MEGAMIX [5:54]
14. METAL BLADE HIGH-SCHOOL [3:28]
  - DVD収録のオリジナルアニメのために書き下ろされた新曲であり、メタルリフに語りを入れた内容になっている。

## 初回特典DVD
MUSIC VIDEO
「Realize」とボーナストラック以外の全PVを収録。音声切り替えと歌詞表示でカラオケ仕様になる。
SPECSIAL MOVIE
SPECIAL ANIMETION「METAL BLADE HIGH-SCHOOL」
密着!!FLOW初アフレコ24時